# TeX
ΤΕΧ (звичайним текстом TeX, вимовляють «тех» від грец. τεχ) — мова розмітки даних спеціального призначення, яка є основним ядром системи набору публікацій (комп'ютерної верстки); зокрема для набору математичних та інших технічних текстів. На базі ΤΕΧ створено багато різноманітних пакетів для полегшення оформлення документів, найвідомішим серед них є LATEX.

## Історія
Система ΤΕΧ створена американським дослідником Дональдом Кнутом. Робота над ΤΕΧ розпочалась у 1970 році під час написання Д. Кнутом відомої праці «Мистецтво програмування».
Через рік після початку роботи над ΤΕΧ, Д. Кнут був запрошений до Американського математичного товариства (AMS) прочитати лекцію на зібранні Товариства. Темою його доповіді були ΤΕΧ (для набору), і Metafont (для розробки шрифтів, що використовуються в ΤΕΧ). На той час ΤΕΧ все ще був більше дослідницьким проєктом, проте мав деякі особливості:
- він був призначений для використання безпосередньо авторами;
- він походив з академічного середовища, та розповсюджувався безкоштовно;
- був спроєктований таким чином, щоб бути доступним на будь-якому комп'ютері й операційній системі, та видавати однакові результати роботи на різних системах;

З самого початку ΤΕΧ став популярним серед математиків, фізиків, астрофізиків, астрономів, різних вчених-дослідників, яким бракувало необхідних символів на друкарських машинках, а якість документів, створених в інших системах, була незадовільною.
Ядро ΤΕΧ — це інтерпретатор. Базові команди мови дуже низького рівня, але на їх основі можна створювати макрокоманди вищого рівня.

## Особливості
ΤΕΧ істотно відрізняється від поширених сучасних систем підготовки документів. Вхідні файли мають вигляд звичайних текстових файлів, в тексті яких присутні спеціальні команди або макроси ΤΕΧ. Наприклад:
```
 a language like 
\TeX\ 
for formatting, and a language like
 
\PASCAL\ 
for programming

```

Як і в решті мов програмування, вхідні тексти ΤΕΧ можуть мати коментарі — текст, який не обробляється і не відображається в отриманих документах.
В результаті інтерпретації, класичний інтерпретатор ΤΕΧ видає файл у форматі DVI (Device Independent) — в цьому файлі визначається зовнішній вигляд документа. Як правило, документи в форматі DVI виглядають однаково на різних пристроях відображення (монітор, принтер).
Окрім класичного інтерпретатора ΤΕΧ, існують і інші різновиди, наприклад PDFTeX. В результаті роботи PDFTeX отримуються файли в форматі PDF.
Не менш істотною особливістю є надзвичайно висока якість відображення математичних формул, зазвичай, недосяжна для решти систем.

## Дистрибутиви
Найвідомішим дистрибутивом для MS Windows є MiKTeX — безкоштовний дистрибутив ΤΕΧ, LATEX і супутніх програм, має зручний механізм встановлення нових модулів. Найбільшим дистрибутивом є кросплатформений TeXLive.
Існують як комерційні (платні), так і некомерційні (безплатні) дистрибутиви ΤΕΧ. До складу більшості сучасних операційних систем Linux та BSD клонів входить пакет teTeX — некомерційний дистрибутив ΤΕΧ, LATEX та супутніх програм.

## Цікаві факти
- ΤΕΧ застосовується у вихідних текстах Вікіпедії для набору математичних формул (див. Довідка:Математичні формули та спецсимволи).

- Назва англійської книги Майкла Співака {Michael Spivak} (автора AMS-TeX) The Joy of ΤΕΧ («Радість ΤΕΧ’у») є грою слів з іншою відомої книги «The Joy of Sex» («Радість сексу»).

## Різновиди та розширення
- LaTeX
- pdfTeX
- XeTeX
- LuaTeX
- Omega (TeX)
- BibTeX
- ABC (нотний запис)